# Assistent für Freizeitwirtschaft
Assistent für Freizeitwirtschaft ist ein Beruf im Bereich der Konzeption, Planung, Durchführung und Abrechnungen von Reisen, Freizeitangeboten und Veranstaltungen.

## Tätigkeit
Assistenten für Freizeitwirtschaft stellen Informationsmaterial zusammen, kalkulieren Preise und nehmen Bestellungen entgegen bzw. bereiten Vertragsunterlagen vor. Die gewünschten Veranstaltungen buchen sie und übernehmen die Abrechnung. Sie können auch an der Planung, Kalkulation und Durchführung von Freizeitangeboten, Veranstaltung und Events sowie an der Gestaltung von zugehörigen Informationsmaterial beteiligt sein.
Assistenten für Freizeitwirtschaft werden insbesondere beschäftigt
- in Reisen- und Fremdenverkehrsbüros
- bei Reiseveranstaltung
- bei Fremdenverkehrsverbänden
- in Freizeit- und Themenparks
- bei Busreiseunternehmen, Fluggesellschaften, Ausflugs-  und Kreuzfahrtunternehmen.

Sie arbeiten in Büros, an Kundenschaltern, auf Fachmessen und gegebenenfalls im Ausland.

## Ausbildung
Die Ausbildung zum Assistent bzw. zur Assistentin für Freizeitwirtschaft wird an Berufsfachschulen angeboten. Voraussetzung ist die mittlere Reife („Realschulabschluss“). Kommunikationsfähigkeit, Kunden- und Serviceorientierung werden ebenso erwartet wie Interesse an Mathematik, Wirtschaft, Deutsch und Englisch. Während der schulischen Ausbildung erhalten die Auszubildenden keine Vergütung. An manchen Schulen muss man für die Ausbildung bezahlen, z. B. Schulgeld oder Aufnahme- und Prüfungsgebühren.
Die Ausbildung umfasst zwei Jahre und beginnt mit einem Probehalbjahr. Unterrichtsfächer sind Planung und Leistungserstellung, Marketing, Kostenrechnung und Controlling, Praxis der Freizeitwirtschaft, Sprache und Kommunikation, Wirtschaft und Gesellschaft sowie Fachenglisch.